# Takhtajaniantha
Takhtajaniantha é um género botânico pertencente à família Asteraceae. Contém uma única espécie aceite, Takhtajaniantha pusilla (Pall.) Nazarova.